# Valget
|  | Denne artikel er oprettet af botten PalnaBot ud fra en ekstern database. Den kan derfor have sproglige fejl eller mangler. Denne skabelon kan fjernes efter kontrol af indholdet. |

Valget er en film instrueret af Dorrit Marqvertsen.

## Handling
En kvinde går bevidst ind og arbejder med at transformere den seksuelle energi til åndelig energi. Hvor hun bliver et helt menneske; hun lader sig ikke styre af seksualiteten, men bruger den bevidst. Hun finder sin personlighed igennem de psykiske lag. Derfor kan hun gå ud på et mere oprindeligt grundlag og møde et menneske på et mere ligeværdigt grundlag.